# Mato (Sarria)
Mato (llamada oficialmente San Salvador do Mato) es una parroquia y una aldea española del municipio de Sarria, en la provincia de Lugo, Galicia.

## Otras denominaciones
La parroquia también es conocida por los nombres de El Salvador de Mato, O Salvador de Mato y San Salvador de Mato.

## Organización territorial
La parroquia está formada por tres entidades de población:
- Manán
- Mato (O Mato)
- Piñeiro (O Piñeiro)

## Demografía

### Parroquia
| Gráfica de evolución demográfica de Mato (parroquia) entre 2000 y 2021 |
|                                                                        |
| Datos según el nomenclátor publicado por el INE.                       |

### Aldea
| Gráfica de evolución demográfica de Mato (aldea) entre 2000 y 2021 |
|                                                                    |
| Datos según el nomenclátor publicado por el INE.                   |